# Kanhopatra
El Kanhopatra (o Kanhupatra) fue una santa poeta maratha del siglo XV, venerada por la secta varkari del hinduismo.
Poco se sabe de Kanhopatra. Según la mayoría de los relatos tradicionales, Kanhopatra era una cortesana y bailarina. Estos relatos se concentran típicamente en su muerte cuando eligió rendirse al dios hindú Vithoba, el dios patrón de los varkaris, en lugar de convertirse en una concubina del padishá (rey) de Bidar. Murió en el santuario central de Vithoba en Pandharpur. Es la única persona cuyo samadhi (mausoleo) está dentro del recinto del templo.
Kanhopatra escribió poesía ovi y abhanga enmaratí contando su devoción a Vithoba y su lucha por equilibrar su piedad con su profesión. En su poesía, implora a Vithoba que sea su salvador y la libere de las garras de su profesión. Cerca de treinta de sus abhangas han sobrevivido, y continúan siendo cantadas hoy en día. Es la única santa varkari femenina que ha alcanzado la santidad basándose únicamente en su devoción, sin el apoyo de ningún gurú, santo varkari masculino o parampara (tradición o linaje).

## Vida
La historia de Kanhopatra se conoce a través de historias transmitidas a lo largo de los siglos, lo que hace difícil separar los hechos de la ficción. La mayoría de los relatos coinciden en que nació de la cortesana Shama y murió en el templo de Vithoba cuando el padishá de Bidar la buscó. Sin embargo, los personajes de Sadashiva Malagujar (su supuesto padre) y Hausa la sirvienta no aparecen en todos los relatos.

### Primeros años
Kanhopatra era la hija de una rica prostituta y cortesana llamada Shama o Shyama, que vivía en la ciudad de Mangalvedha, cerca de Pandharpur, el sitio del templo principal de Vithoba. Además de Kanhopatra, Mangalwedhe es también el lugar de nacimiento de los santos Varkari, Chokhamela y Damaji. Shama no estaba seguro de la identidad del padre de Kanhopatra, pero sospechaba que era el jefe de la ciudad, Sadashiva Malagujar. Kanhopatra pasó su infancia en la casa palaciega de su madre, atendida por varias sirvientas, pero debido a la profesión de su madre, el estatus social de Kanhopatra era degradantemente bajo.
Kanhopatra se formó en danza y canto desde su infancia para poder dedicarse a la profesión de su madre. Se convirtió en una talentosa bailarina y cantante. Su belleza fue comparada con la apsará (ninfa celestial) Menaka. Shama sugirió que Kanhopatra visitara al padishá (rey musulmán), quien adoraría su belleza y le regalaría dinero y joyas, pero Kanhopatra se negó rotundamente. Los cuentos tradicionales narran que Shama quería que Kanhopatra se casara, pero Kanhopatra anhelaba casarse con un hombre más hermoso que ella. La erudita Tara Bhavalkar afirma que el matrimonio de Kanhopatra estaba prohibido, ya que no era socialmente aceptable que la hija de una cortesana se casara.
La mayoría de los relatos declaran que Kanhopatra fue forzada a entrar en la vida cortesana, aunque la detestaba, mientras que algunos dicen que Kanhopatra se negó firmemente a convertirse en una cortesana. Algunos autores creen que también puede haber trabajado como prostituta.

### Camino a la devoción
Sadashiva Malagujar, su supuesto padre, oyó hablar de la belleza de Kanhopatra y deseaba verla bailar, pero Kanhopatra se negó. En consecuencia, Sadashiva comenzó a acosar a Kanhopatra y a Shama. Shama trató de convencerlo de que él era el padre de Kanhopatra y que por lo tanto debía perdonarlas, pero Sadashiva no la creyó. A medida que continuó su acoso, la riqueza de Shama se fue agotando lentamente. Eventualmente, Shama se disculpó con Sadashiva y ofreció presentarle a Kanhopatra. Kanhopatra, sin embargo, huyó a Pandharpur disfrazada de sirvienta, con la ayuda de su anciana sirvienta Hausa.
En algunas leyendas, Hausa —descrita como una varkari— se le atribuye el camino a la devoción de Kanhopatra. Otras historias acreditan a los peregrinos varkari que pasaron por la casa de Kanhopatra en su camino al templo de Vithoba en Pandharpur. Según una historia, por ejemplo, preguntó a un varkari por Vithoba, quien dijo que Vithoba es «generoso, sabio, hermoso y perfecto», su gloria es indescriptible y su belleza supera a la de Lakshmí, la diosa de la belleza. Kanhopatra preguntó además si Vithoba la aceptaría como devota. El varkari le aseguró que Vithoba la aceptaría como aceptó a la doncella Kubja, al pecaminoso rey Ajamila y al llamado «intocable» santo Chokhamela, esta garantía fortaleció su decisión de ir a Pandharpur. En las versiones de la leyenda en las que Sadashiva no aparece, Kanhopatra sale inmediatamente a Pandharpur —cantando las alabanzas de Vithoba— con los peregrinos varkari o convence a su madre para que la acompañe a Pandharpur.
Cuando Kanhopatra vio por primera vez la imagen de Vithoba de Pandharpur, cantó en un abhanga que su mérito espiritual se había cumplido y fue bendecida por haber visto los pies de Vithoba. Había encontrado la belleza sin igual que buscaba en su novio en Vithoba. Se «casó» con el dios y se estableció en Pandharpur. Se retiró de la sociedad, y se mudó a una cabaña en Pandharpur con Hausa y donde tuvo una vida de asceta. Cantó y bailó en el templo de Vithoba, y lo limpió dos veces al día. Se ganó el respeto de la gente, que creía que era la hija de un pobre granjero enloquecida por el amor de Vithoba. En este período, Kanhopatra compuso poemas dedicados a Vithoba.

### Fallecimiento
Durante este mismo tiempo, sin embargo, Sadashiva -que se sintió insultado por el rechazo de Kanhopatra- buscó la ayuda del padishá (rey) de Bidar. Al escuchar los relatos sobre la belleza de Kanhopatra, el rey le ordenó que fuera su concubina. Cuando ella se negó, envió a sus hombres a buscarla por la fuerza. Kanhopatra se refugió en el templo de Vithoba. Los soldados del padishá sitiaron el templo y amenazaron con destruirlo si Kanhopatra no les era entregado. Kanhopatra pidió una última reunión con Vithoba antes de ser tomada.

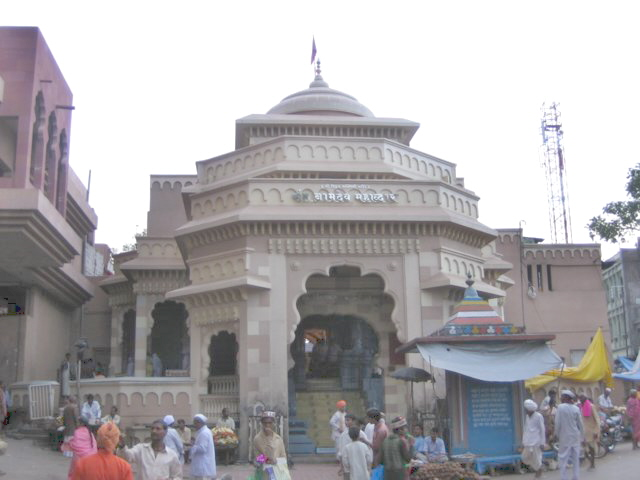
La puerta principal del templo de Vithoba en Pandharpur, donde está enterrada Kanhopatra.

Según todos los indicios, Kanhopatra murió a los pies de la imagen de Vithoba, pero las circunstancias no están claras. Según la tradición popular, Kanhopatra se fusionó con la imagen de Vithoba en una forma de matrimonio, algo que ella anhelaba. Otras teorías sugieren que se suicidó, o que fue asesinada por su rebeldía.
La mayoría de los relatos dicen que el cuerpo de Kanhopatra fue puesto a los pies de Vithoba y luego enterrado cerca de la parte sur del templo, de acuerdo con sus últimos deseos. En algunos relatos, el cercano río Bhima tuvo un gran crecida, inundando el templo y matando al ejército que buscaba a Kanhopatra. Al día siguiente, su cuerpo fue encontrado cerca de una roca. Según todas las versiones de la leyenda, un árbol tarati —que es adorado por los peregrinos en su memoria— se encuentra en el lugar donde Kanhopatra fue enterrada, es la única persona cuyo samadhi se encuentra en el recinto del templo de Vithoba.

### Datación
Varios historiadores han intentado establecer las fechas de la vida y muerte de Kanhopatra. Una estimación sitúa su vida en torno al 1428, relacionándola con un rey el sultanato bahmaní de Bidar que a menudo se asocia con la historia de Kanhopatra, aunque en la mayoría de los relatos, ese rey nunca se nombra explícitamente. Pawar estima que murió en 1480. Otros sugieren fechas de 1448, 1468 o 1470, o simplemente dicen que vivió en el siglo XV o, en raras ocasiones, en el XIII o XVI.  Según Zelliot, fue contemporánea de los santos poetas Chokhamela (siglo XIV) y Namadeva (c.1270). c.1350).

## Obras y enseñanzas literarias

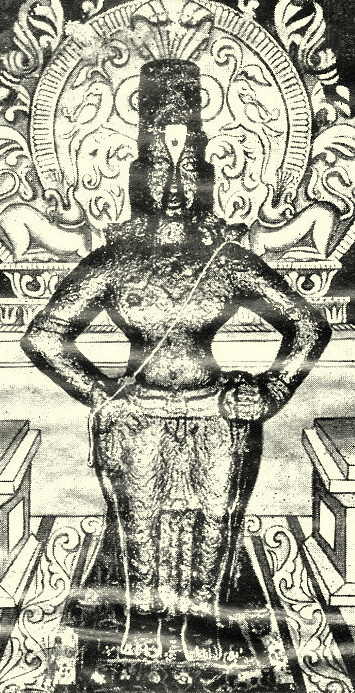
La deidad patrona de Kanhopatra: Vithoba, la imagen de Pandharpur a cuyos pies, Kanhopatra murió.

Se cree que Kanhopatra compuso muchos abhangas, pero la mayoría no estaban en forma escrita: únicamente treinta de sus abhangas u ovis sobreviven hoy en día.  Veintitrés versos de sus poemas están incluidos en la antología de los santos de Varkari llamada Sakal sant-gatha. La mayoría de estos versos son autobiográficos, con un elemento de patetismo. Su estilo se describe como sin adornos poéticos, fácil de entender, y con una simplicidad de expresión. Según Deshpande, la poesía de Kanhopatra refleja el «despertar de los oprimidos» y el auge de la expresión creativa femenina, encendida por el sentido de igualdad de género que impone la tradición Varkari.
En los abhangas de Kanhopatra se retrata con frecuencia su lucha entre su profesión y su devoción a Vithoba, la deidad patrona de los varkaris. Se presenta como una mujer profundamente devota de Vithoba a quien suplica que la salve de la insoportable esclavitud de su profesión. Kanhopatra habla de su humillación y su destierro de la sociedad debido a su profesión y su estatus social. Expresa su disgusto por la sociedad que la adoraba como objeto de belleza más que como ser humano, y la aborrecía por su profesión. Describe cómo ha sido objeto de pensamientos lujuriosos. Se preocupa de que ella estaba más allá del «alcance del amor de Dios». En Nako Devaraya Anta Aata —creída como la última abhanga de su vida— incapaz de soportar la idea de la separación de su Señor, Kanhopatra ruega a Vithoba que ponga fin a su miseria. En el abhanga Patita tu pavanahe, ella reconoce a su Señor como el salvador de los caídos y le pide que la salve también:

Oh Narayana, te llamas a ti mismo

salvador de los caídos...

Mi casta es impura

Me falta una fe amorosa

mi naturaleza y mis acciones son viles.

Caída Kanhopatra

se ofrece a tus pies,

un desafío

a sus demandas de misericordia.

Kanhopatra se refiere a Vithoba con nombres como Narayana —un nombre de Vishnu, que se identifica con Vithoba—, Krishna —una encarnación de Vishnu, identificada con Vithoba—, Sripati («marido de la diosa Sri», un epíteto de Vishnu) y Manmatha (un nombre de Kamadeva, el dios del amor, utilizado por los santos Vaishnavas para describir a Vishnu). Se refiere a Krishna-Vithoba como el «campeón de los inferiores», y como una madre. Kanhopatra también afirma la importancia de la repetición de los nombres de Dios y revela cómo el canto de sus nombres la ha ayudado. Dice que incluso la muerte temería el nombre de Dios, que purificó al rey pecador Ajamila —que ascendió al cielo cuando llamó a Dios en su lecho de muerte, al «ladrón» Valmiki— que se transformó en un gran sabio al pronunciar el nombre de Dios— e incluso a la prostituta Pingala. Kanhopatra dice que lleva la guirnalda de Sus nombres. Ella esperaba que su canto la llevara finalmente a la salvación. Kanhopatra también exalta las acciones de Dnyaneshwar —el primer gran santo de los Varkaris— y sus hermanos.
Los abhangas de Kanhopatra también muestran su preocupación por su cuerpo, su sentido de vulnerabilidad y su voluntad de «permanecer intacto en medio de la turbulencia». Se compara con los alimentos que son devorados por los animales salvajes, una expresión nunca utilizada por los santos varones:

Si te llamas a ti mismo el Señor de los caídos,

¿por qué el Señor no me levanta?

Cuando digo que soy solo tuya,

quién tiene la culpa sino tú mismo

si me lleva otro hombre.

Cuando un chacal toma la parte del león,

es el grande, el que es puesto en vergüenza.

Kanhopatra dice, ofrezco mi cuerpo a tus pies,

protegerla, al menos para su título.

Según Ranade, este abhanga fue compuesto por Kanhopatra cuando fue invitada por el rey de Bidar.
Kanhopatra aconseja no buscar el mero placer sexual; habla de los males de la atracción sexual, citando personajes mitológicos que sufrieron las consecuencias de la tentación sexual: el rey demonio Ravana, el demonio Bhasmasura, el dios-rey del cielo Indra y el dios de la luna Chandra.

## Legado y memoria

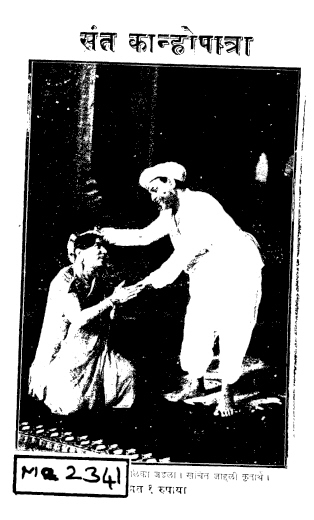
Guion del drama Santa Kanhopatra(संत कान्होपात्रा), que muestra a Bal Gandharva (izquierda) como Kanhopatra.

Kanhopatra está formalmente incluido en la lista de santos, lo que significa santos en idioma maratí en el texto Bhaktavijaya. Mahipati (1715-1790), biógrafo tradicional de los santos marathas, le dedica un capítulo entero en su Bhaktavijaya ensalzando su devoción a Vithoba. En su Bhaktalilamrita Mahipati se refiere a Kanhopatra como una de los santos que se sientan alrededor de Krishna (identificado con Vithoba en Maharashtra). Kanhopatra es citada por los santos-poetas de Vakari como «un ejemplo de las verdaderas personas oprimidas y merecedoras que son salvadas por el Dios misericordioso». En uno de sus abhangas, el santo y poeta de Varkari Tukaram (1577 - c.1650 ) utiliza el ejemplo de Kanhopatra y otros santos famosos que estaban en la parte baja de la jerarquía de la casta social, para ilustrar que la casta es irrelevante cuando se compara con la devoción y el mérito. Su muerte y su entrega a Vithoba se considera un «gran legado de respeto propio combinado con el espiritismo»- Kanhopatra se considera una excepción ya que es la única mujer prominente de Maharashtra que saltó a la fama sin el respaldo tradicional de la familia. Nació en un hogar donde la devoción era impensable. Es la única mujer santa de Varkari, que no está asociada con ningún santo masculino de Varkari, que no tiene ningún gurú, ni ningún parampara (tradición o linaje). Se le atribuye haber alcanzado la santidad exclusivamente sobre la base de su intensa devoción a Vithoba, una devoción que se refleja en sus abhangas.
La vida del Kanhopatra ha sido relatada en una película maratí de 1937, Kanhopatra, escrita y dirigida por Bhalji Pendharkar. También fue el tema del popular drama maratí de 1931 llamado Santa Kanhopatra, en el que Bal Gandharva interpretaba el papel principal. Los abhangas de Kanhopatra Aga Vaikunthichya Raya y Patita tu pavanahe; y Nako Devaraya Anta Aata se utilizan en ese drama y en la película de 1963 Sadhi Manase respectivamente. Un cortometraje de 2014 Katha Sant Kanhopatra de Sumeet video, presentó a Pallavi Subhash como Kanhopatra.
Los abhangas de Kanhopatra se siguen cantando en conciertos y en la radio, y por Varkaris en su peregrinación anual a Pandharpur. El árbol que se levantó en el lugar de su entierro en el templo de Pandharpur es adorado como su samadhi por los devotos. También se le dedica un pequeño santuario en su ciudad natal Mangalvedhe.